# Fleurop
Fleurop is een van oorsprong Duits bedrijf opgericht in 1908 dat in een groot aantal landen bloemen bezorgt. Hiertoe werkt Fleurop samen met bloemisten verspreid over de wereld.

## Geschiedenis
Enkele jaren nadat de Berlijnse bloemenhandelaar Max Hübner (1866-1946) zijn bloemenbemiddelingsbedrijf had opgericht, traden ook andere landen tot het bloemistenverband toe: Nederland in 1921 en België, Oostenrijk en Zwitserland in 1927. Doordat Fleurop vanaf 1946 begon samen te werken met andere internationale organisaties, kunnen bloemen inmiddels in zo'n 140 landen door aangesloten bloemisten worden bezorgd. Fleurop is een dienstverlener voor bloemisten: Fleurop zorgt ervoor dat bloemisten opdrachten voor boeketten aan elkaar kunnen doorgeven, zodat de consument een boeket in een andere stad kan laten bezorgen. Fleurop zorgt voor de financiële afwikkeling hiervan. Daarnaast ondersteunt het bedrijf bloemisten met landelijke marketingacties om de consument naar de Fleuropbloemist te trekken en het verzenden van bloemen te stimuleren.
Om lid te worden van Fleurop moet een bloemist voldoen aan een aantal voorwaarden: 
- een vakdiploma
- een minimaal assortiment bloemen en planten
- boeketten moeten op de dag van bezorging vers zijn samengesteld
- persoonlijke bezorging
- bloemen moeten in een vaas een week mooi blijven

Er wordt op diverse manieren gecontroleerd of bloemisten nog steeds aan de voorwaarden voldoen. Indien de kwaliteit onvoldoende blijkt, kunnen zij hun lidmaatschap kwijtraken. 

## Fleurop bloemisten
Fleurop heeft een landelijk netwerk van lokale vakbloemisten. Hierdoor is het mogelijk om overal in Nederland dezelfde dag nog een boeket te laten bezorgen, m.u.v. zondag. Daarnaast is het ook mogelijk om met Fleurop internationaal een boeket te laten bezorgen. Dankzij het wereldwijde netwerk kan ook dit vaak dezelfde dag nog, dit is alleen afhankelijk van het tijdsverschil.